# Vigia do Rio Curiaú
A Vigia do rio Curiaú localizava-se na margem direita da foz do rio Curiaú, afluente da margem esquerda do canal Norte da foz do rio Amazonas, cerca de doze quilômetros a Norte da vila (atual cidade) de Macapá, no estado do Amapá, no Brasil.

## História
Contemporânea do Forte do Macapá (1761), servia-lhe de posto avançado na vigilância do canal Norte da foz do rio Amazonas. Foi mandada erguer naquele ano pelo governador e capitão-general do Estado do Grão-Pará, Manuel Bernardo de Melo e Castro, certamente em faxina e terra, e teria durado vários anos (GARRIDO, 1940:28). O mesmo autor computa esta estrutura como um Forte e uma Vigia (op. cit., p. 28).
BARRETTO (1958) acompanha a localização e a periodização desta estrutura, atribuindo-lhe dependências para Corpo da Guarda e uma guarita (op. cit., p. 51).
OLIVEIRA (1968) complementa que foi aberta uma estrada entre o Reduto do Macapá (na realidade o forte, de vez que aquele remontava a 1738) e esta vigia, que para o efeito das comunicações terrestres recebeu cavalos e, das fluviais, uma pequena canoa. O sistema de avisos compreendia ainda o hasteamento de uma bandeira durante o dia e o lançamento de foguetes à noite. A Vigia desapareceu com o posterior desarmamento da Fortaleza de São José de Macapá, e os detalhes de sua história são conhecidos a partir da pesquisa de Artur Viana, que os apoia em alguma documentação cartográfica (op. cit, p. 751).
Mais modernamente MORAIS et alii (2003) esclarecem que, quando em visita a Macapá para a cerimónia de benção da igreja de São José, em 1761, Melo Castro determinou a construção da vigia à margem direita do rio Curiaú, na sua confluência com o rio Amazonas.
A estrutura foi erguida em madeira, à distância de 70 braças (150 metros) da terra firme, sobre um banco de lodo e areia, e ligada à margem por uma ponte também em madeira. Contava com casa para o corpo da guarda e uma guarita, estando concluída em 31 de julho de 1762.
A posição escolhida permitia descortinar um trecho do rio Amazonas que não podia ver-se de Macapá. Assim, era possível avisar o forte de Macapá acerca da aproximação de qualquer embarcação inimiga.
Guarnecida por militares oriundos da Praça de Macapá, o coronel Nuno da Cunha Ataíde Varona, comandante daquela Praça baixou, em 26 de outubro de 1762, as instruções a serem observadas na vigia do Curiaú: em essência era necessário haver um sentinela, dia e noite, de prontidão, a quem competia avisar o cabo da guarita assim que avistasse, subindo ou descendo o rio, alguma embarcação de grande porte; caso uma ameaça tivesse lugar de dia, deveria ser hasteada uma bandeira larga no mastro próprio e, caso ocorresse à noite, seriam soltos dois tiros de foguete ou canhão, sucessivamente; os sinais seriam repetidos com intervalos até que a guarnição de Macapá percebesse.
A vigia do Curiaú manteve-se em operação por largos anos, com as reparações necessárias. Com o declínio da função militar da fortaleza de Macapá, a vigia acabou por ser abandonada até que a erosão fluvial a destruiu por completo. (op. cit.)